# Шаг (денежная единица)
Шаг — украинское название польско-литовской серебряной монеты XVII—XVIII вв. стоимостью в три гроша (трояк), выпускавшейся с 1528 года. 1 шаг соответствовал 2 русским копейкам, поэтому на украинских территориях, входивших в состав Российской империи, название перешло на медную российскую монету достоинством в 2 копейки. С 1839 года в связи со становлением серебряного рубля в качестве основной денежной единицы России название было перенесено на 1/2 коп. «серебром» и как таковое сохранилось до 1917 года, будучи распространённым в регионах Правобережной Украины. Само название украинские историки связывают с ролью этой монеты как наименьшего шага при подсчёте денежных сумм.
Со времён Центральной рады берёт начало история первых украинских марок с номиналом в шагах. Изначально они были задуманы только как почтовые миниатюры. Но со временем из-за нехватки мелкой разменной монеты, по примеру российских властей, на основании закона УНР от 18 апреля 1918 года их стали использовать в качестве марок и денег одновременно. Бумагу под марки использовали грубую, более удобную для продолжительного употребления. Но эти марки-шаги появились в обороте уже после падения Центральной рады. В УНР были выпущены разменные билеты номиналом 10, 20, 30, 40 и 50 шагов. 1 шаг равнялся 1/100 гривны или 1/200 карбованца. Просуществовали они не более двух лет.
В 1992 году были выпущены пробные украинские монеты: 1 шаг и 50 шагов, но этот номинал не был утверждён. Вокруг будущего названия разменной монеты было немало споров. Некоторые считали, что «копейка» — исключительно русское слово, и для независимой Украины оно не подходит. Предлагались варианты: «сота», «резана». И всё-таки 2 марта 1992 года постановлением Президиума Верховного Совета Украины было утверждено название разменной монеты — копейка (копійка).
2 сентября 2024 года Национальный банк Украины инициировал изменение названия разменных монет с «копейка» на «шаг» для восстановления исторической справедливости, содействия дерусификации и возрождению национальных традиций Украины. Решение о введении в обращение новой монеты должна принять Верховная рада Украины.